# Торгалиг
Сільське поселення (сумон) Торгалиг (рос. Торгалыг) входить до складу Улуг-Хемського кожууна Республіки Тива Російської Федерації.Адміністративний центр село Торгалиг. Відстань до м. Шагонар 24 км, до Кизила — 120 км, до Москви — 3867 км.

## Населення
Населення сумона станом на 1 січня року
| Рік    | 2011 | 2012 | 2013 | 2014 | 2015 |
| ------ | ---- | ---- | ---- | ---- | ---- |
| Насел. | 1192 | 1178 | 1128 | 1113 | 1147 |